# Видалье, Энрике
Энрике Видалье (исп. Enrique Bernardo Vidallé; род. 7 мая 1952 года, Канальс, провинция Кордова) — аргентинский футболист, выступавший на позиции вратаря. Игрок национальной сборной Аргентины. Выступал за сборную Аргентины на Кубке Америки 1979 года. В наибольшей степени прославился в качестве основного вратаря «Архентинос Хуниорс», выигравшего в середине 1980-х годов Кубок Либертадорес и два чемпионата Аргентины.

## Биография
Энрике Видалье был воспитанником «Боки Хуниорс». Он появился в молодёжной команде ещё в ту пору, когда в основе неоспоримо первым номером был вратарь сборной Антонио Рома. Постепенно молодому вратарю стали давать шанс проявить себя, но тягаться с Ромой можно было только в случае, если тот получал травму. К тому же, в команде был другой опытный вратарь Рубен Санчес. С последним Видалье выдержал конкуренцию и в какой-то момент даже стал основным вратарём «Боки» (Метрополитано 1975), но после того, как Рома завершил карьеру, руководство Боки приняло решение приобрести Уго Гатти, который станет впоследствии одной из легенд клуба. К тому же, Видалье в одном из матчей в столкновении с соперником сломал себе челюсть.
Я получил путёвку в жизнь (в «Боке»). Я ушёл с тёплыми воспоминаниями об этой великой команде, болельщиках, титуле победителя турнира в Виареджо, вызове в сборную Аргентины. Мне было жаль покидать «Боку», но другого выбора не было.
После ухода из Боки Видалье выступал в чилийском «Палестино», затем в Химнасии из Ла-Платы, «Эстудиантесе» и «Уракане». Но самых больших успехов в клубной карьере Видалье добился уже на закате карьеры, после перехода в «Архентинос Хуниорс». В 1984 и 1985 годах он помог «красным жукам» выиграть два чемпионата Аргентины. Благодаря первому титулу «Архентинос» попали в розыгрыш Кубка Либертадорес, в котором дошли до финала и сумели в серии пенальти обыграть колумбийскую «Америку Кали». Видалье сумел отразить два пенальти. Это по сей день наиболее громкая победа на международной арене у клуба, воспитавшего целую россыпь звёзд аргентинского и мирового футбола. В 1985 году Видалье установил рекорд клуба по количеству минут без пропущенных голов — 550. Его смог превзойти лишь в апреле 2011 года Николас Наварро с показателем в 558 минут.
Затем «красные жуки» лишь в серии пенальти уступили в матче за Межконтинентальный кубок «Ювентусу», а в 1986 году завоевали Межамериканский кубок. Завершал карьеру Видалье в 1988 году.
В 1971 году Энрике Видалье стал победителем Панамериканского кубка в составе молодёжной сборной Аргентины. В 1979 году он провёл 6 матчей за национальную сборную Аргентины. Видалье был основным вратарём на Кубке Америки того года.

## Достижения
- Чемпион Аргентины (2): 1984 (Метрополитано), 1985 (Насьональ)
- Кубок Либертадорес (1): 1985
- Межамериканский кубок (1): 1986
- Чемпион Панамериканских игр (1): 1971